# Crepidium sichuanicum
Crepidium sichuanicum är en orkidéart som först beskrevs av Tang, Fa Tsuan Wang och Sing Chi Chen, och fick sitt nu gällande namn av Sing Chi Chen och Jeffrey James Wood. Crepidium sichuanicum ingår i släktet Crepidium, och familjen orkidéer. Inga underarter finns listade i Catalogue of Life.